# ماکو

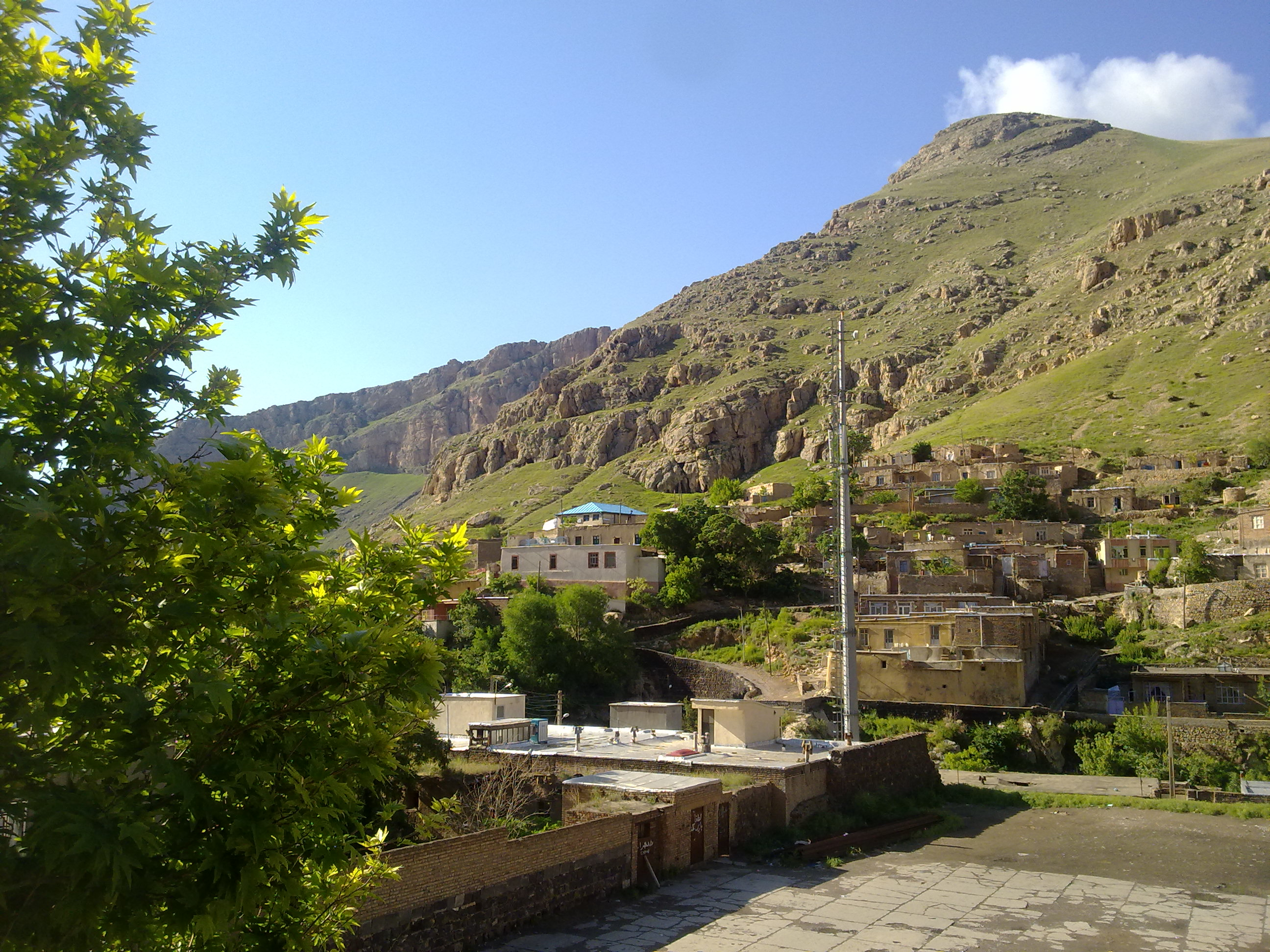
شهر ماکو

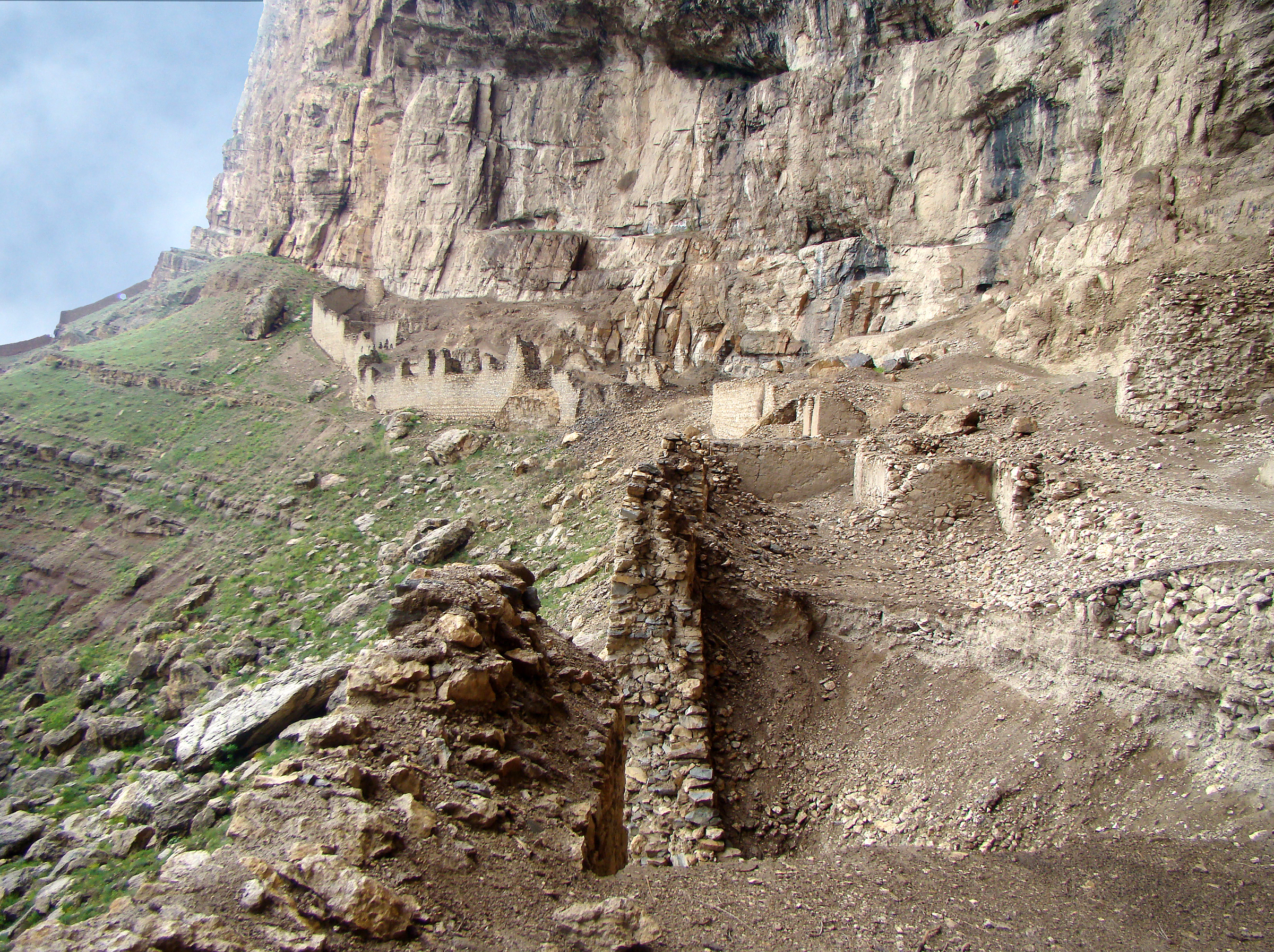
بخش شمالی ماکو که زیر کوه قیه قرار دارد.

ماکو یکی از شهرهای استان آذربایجان غربی در شمال غربی ایران است. این شهر در نزدیکی مرز ایران و ترکیه قرار دارد. شهر ماکو مرکز شهرستان ماکو است. این شهر از سمت شمال‌غربی به شهر بازرگان، از سمت شمال شرقی به شهر پلدشت از سمت شرق به شهر شوط و از سمت جنوب به شهر سیه‌چشمه محدود می‌شود. شهر ماکو در دره‌ای بنا شده که رود زنگمار از آن می‌گذرد و شهر را به دو بخش شمالی و جنوبی تقسیم می‌کند. قسمت جنوبی شهر در دامنه کوه سبد قرار گرفته و بخش شمالی در دامنه کوه قیه است. این شهر به‌دلیل آنکه در کنار گذرگاه مرزی بازرگان واقع شده است محل عبور مسافرانی است که قصد دارند از طریق زمینی به کشور ترکیه سفر کنند.

## مردم
دین مردم ماکو اسلام بوده و پیرو مذاهب اهل تشیع و اهل تسنن هستند.
مردم ماکو به دو زبان ترکی آذربایجانی و کردی کرمانجی صحبت می‌کنند.

## نامگذاری
در زمان‌های قدیم، نام ماکو، شاورشان بوده است.
در مورد ریشه نامگذاری ماکو چندین روایت مطرح شده است؛
1. مردم ماکو در سدهٔ اول پیش از میلاد مسیح به‌دلیل اینکه به دین زرتشتی گرویده بودند این شهر را «ماغ کوی» یعنی شهر روحانیان زرتشتی می‌نامیدند. (مغ در زبان زرتشتی و زبان پارسی به معنای روحانی زرتشتی می‌باشد) یاقوت حموی بر این باور است که ماکو محل زندگی روحانیون زردشتی بوده است لذا در اصل ماغ کوی نام داشته که با گذشت زمان ماکو شده است.
2. ماکو به زبان ارمنی به معنی چراگاه است، و از این رو به آن ماکو گفته‌اند، چرا که چراگاه‌های بزرگ در پیرامون ماکو وجود دارد.[۱۱]
3. همچنین برخی بر این باورند مادها که در زمان پادشاهی ایشتوویگو در این منطقه ساکن شدند، آن را مادکوه (کوه مادها) نامیدند. این نام بعداً به‌صورت ماکو درآمده است.[۱۲]

## تاریخ
در منطقه ماکو بازمانده‌های یک شهر بزرگ قدیمی که دامبات و خاورزمین نام داشت دیده می‌شود. گله‌داران ساسانی از ساکنان این منطقه بودند. این شهر ویرانه را هنوز خاورزمین می‌نامند. در دوره‌های بعدی ماکو بخشی از ایالت واسپورکان ارمنستان شد گروهی محل شهر کنونی ماکو را محل قبلی دژ قابان دانسته‌اند. در جلد ششم فرهنگ معین (به تألیف جعفر شهیدی) آمده است: «ماکو در قدیم قلعه‌ای بود به نام قابان که چون محل دزدان بود شاه عباس آن را خراب کرد. بنای شهر ماکوی امروزی را می‌توان از سال ۱۰۱۲ ه‍.ش دانست.» در دوره‌های بعد، اعراب و ترکان سلجوقی بر منطقه چیره شدند.
کلاویخو، سفیر پادشاه اس‍پانیا، که درتاریخ اول ژوئن ۱۴۰۳ م از ماکو دیدن می‌کند، آن را قلعه‌ای می‌نامد که حاکمش مسیحی و نورالدین نام دارد. به‌گفتهٔ وی قراولان همگی از ارمنستان هستند ولی نیز آشنا به زبان‌های ترکی و فارسی هستند.
به هنگام انعقاد عهدنامه گلستان، در مورد ماکو میان روس و عثمانی رقابت بود. در پی آن به مردم و خان‌های ماکو اختیار داده شد تا به هر سو که مایلند ملحق شوند و آنان الحاق به ایران را انتخاب کردند. از این حیث خوانین ماکو به‌ویژه تیمور پاشا و اقبال السلطنه طرف رعایت و ملاحظه قاجاریه بودند.

## آب و هوا
ماکو دارای آب و هوای نیمه خشک با توجه به مکانش تحت تأثیر باران‌هایی از کوه‌های زاگرس است. هوای شهر گرم و خشک در تابستان، و سرد همراه با بارش برف در زمستان است. بیشترین بارش ناشی از رگبارهای بهاری است.
| داده‌های اقلیم ماکو                 | داده‌های اقلیم ماکو | داده‌های اقلیم ماکو | داده‌های اقلیم ماکو | داده‌های اقلیم ماکو | داده‌های اقلیم ماکو | داده‌های اقلیم ماکو | داده‌های اقلیم ماکو | داده‌های اقلیم ماکو | داده‌های اقلیم ماکو | داده‌های اقلیم ماکو | داده‌های اقلیم ماکو | داده‌های اقلیم ماکو | داده‌های اقلیم ماکو |
| ماه                                | ژانویه             | فوریه              | مارس               | آوریل              | مه                 | ژوئن               | ژوئیه              | اوت                | سپتامبر            | اکتبر              | نوامبر             | دسامبر             | سال                |
| ---------------------------------- | ------------------ | ------------------ | ------------------ | ------------------ | ------------------ | ------------------ | ------------------ | ------------------ | ------------------ | ------------------ | ------------------ | ------------------ | ------------------ |
| سابقهٔ بیش‌ترین °C (°F)              | ۱۱٫۵ (۵۳)          | ۱۴٫۰ (۵۷)          | ۲۳٫۰ (۷۳)          | ۲۷٫۵ (۸۲)          | ۳۰٫۶ (۸۷)          | ۳۶٫۰ (۹۷)          | ۳۷٫۰ (۹۹)          | ۳۷٫۸ (۱۰۰)         | ۳۴٫۲ (۹۴)          | ۲۸٫۰ (۸۲)          | ۲۰٫۸ (۶۹)          | ۱۹٫۰ (۶۶)          | ۳۷٫۸ (۱۰۰)         |
| میانگین بیش‌ترین °C (°F)            | ۰٫۴ (۳۳)           | ۲٫۶ (۳۷)           | ۸٫۰ (۴۶)           | ۱۵٫۴ (۶۰)          | ۱۹٫۹ (۶۸)          | ۲۵٫۲ (۷۷)          | ۲۹٫۴ (۸۵)          | ۲۹٫۶ (۸۵)          | ۲۴٫۹ (۷۷)          | ۱۷٫۵ (۶۴)          | ۹٫۸ (۵۰)           | ۲٫۹ (۳۷)           | ۱۵٫۴۷ (۶۰)         |
| میانگین کم‌ترین °C (°F)             | −۷٫۴ (۱۹)          | −۵٫۸ (۲۲)          | −۱ (۳۰)            | ۵٫۵ (۴۲)           | ۹٫۱ (۴۸)           | ۱۳٫۱ (۵۶)          | ۱۷٫۲ (۶۳)          | ۱۷٫۲ (۶۳)          | ۱۲٫۵ (۵۵)          | ۷٫۱ (۴۵)           | ۱٫۰ (۳۴)           | −۴٫۳ (۲۴)          | ۵٫۳۵ (۴۲)          |
| سابقهٔ کم‌ترین °C (°F)               | −۲۲ (−۸)           | −۲۳ (−۹)           | −۲۲ (−۸)           | −۸ (۱۸)            | ۰٫۰ (۳۲)           | ۴٫۰ (۳۹)           | ۸٫۰ (۴۶)           | ۹٫۴ (۴۹)           | ۲٫۴ (۳۶)           | −۲٫۶ (۲۷)          | −۱۵٫۳ (۴)          | −۲۰٫۲ (−۴)         | −۲۳ (−۹)           |
| بارندگی میلی‌متر (اینچ)             | ۱۳٫۰ (۰٫۵۱)        | ۱۹٫۹ (۰٫۷۸)        | ۳۰٫۴ (۱٫۲)         | ۳۷٫۱ (۱٫۴۶)        | ۵۴٫۵ (۲٫۱۵)        | ۳۹٫۶ (۱٫۵۶)        | ۱۴٫۸ (۰٫۵۸)        | ۱۱٫۵ (۰٫۴۵)        | ۱۰٫۲ (۰٫۴)         | ۲۵٫۷ (۱٫۰۱)        | ۲۰٫۹ (۰٫۸۲)        | ۱۶٫۹ (۰٫۶۷)        | ۲۹۴٫۵ (۱۱٫۵۹)      |
| میانگین روزهای بارندگی (≥ ۱.۰ mm)  | ۳٫۵                | ۴٫۰                | ۵٫۷                | ۷٫۱                | ۹٫۸                | ۶٫۸                | ۳٫۲                | ۲٫۰                | ۱٫۹                | ۵٫۰                | ۴٫۶                | ۳٫۹                | ۵۷٫۵               |
| درصد رطوبت                         | ۶۵                 | ۵۹                 | ۵۳                 | ۴۶                 | ۴۶                 | ۴۰                 | ۳۷                 | ۳۶                 | ۳۶                 | ۴۶                 | ۵۴                 | ۶۵                 | ۴۸٫۶               |
| میانگین روزانه ساعت‌های تابش آفتاب  | ۱۲۶٫۵              | ۱۴۶٫۲              | ۱۸۱٫۲              | ۱۸۵٫۷              | ۲۳۰٫۴              | ۲۹۰٫۲              | ۳۲۷٫۰              | ۳۲۲٫۵              | ۲۷۴٫۸              | ۱۹۹٫۹              | ۱۶۲٫۶              | ۱۱۹٫۷              | ۲٬۵۶۶٫۷            |
| منبع: Synoptic Stations Statistics |                    |                    |                    |                    |                    |                    |                    |                    |                    |                    |                    |                    |                    |

## اماکن گردشگری
- برج و بارو و کتیبه در، ساری قیه و در صخره ماکو
- خرابه‌های تعدادی کلیساهای ارمنی در دهات مختلف
- آثار تاریخی شهر دامبات
- خرابه‌های قدیمی گزلو در ده مخند
- سنگ (منشور)های بازالتی قرمزلیخ
- دالانها و غارهای زیرزمین در اطراف آرارات
- پل بشگوز در نزدیک شهر ماکو
- خرابه‌های سه گوش در ده قزلداغ
- اتاق سنگی در ده دلیک داش
- کلیسای زور زور در ده بارون
- دیری متعلق به فرقه دمینکن در پای کوه قیه
- اتاق سنگی در ده سنگر
- کلیسای مریم ننه در شمال شهر ماکو
- بنای باشکوه کلاه فرنگی در بیمارستان ماکو
- کاخ باغچه جوق[۱۹]

از ارتفاعات ماکو می‌توان چهار کشور ایران ترکیه آذربایجان و ارمنستان رادید.
ماکو روستاهای زیبایی نیز دارد؛ قره خاچ و کوسج با آب هوای ییلاقی و محیطی آرام یکی از جاذبه‌های طبیعی این شهر می‌باشند علاوه بر آن روستاهای بارون، رند، هندور، سنگر، و قلعه جوق و باغچه جوق از زیباترین روستاهای ماکو می‌باشند.

## شهرهای خواهرخوانده
شهر ماکو با شهر آغری در کشور ترکیه پیمان خواهرخواندگی دارد.
- آغری، ترکیه